# Списък на битките между индианците и заселниците
Списък на битките между индианците и заселниците:
- Битка при Блъди рън
- Битка при Памунки
- Битка при Пискатауей форд
- Битка при р. Йорк
- Литъл Биг Хорн
- Битка при Форт Пекуот
- Битка при Съдбъри
- Блъди брук
- Крукид крийк
- Битката в Беър По